# Viktor Hambarcumján
Viktor Hambarcumján (örményül: Վիկտոր Համբարձումյան, oroszul: Виктор Амазаспович Амбарцумян / Viktor Amazaszpovics Ambarcumjan) (Grúzia, Tbiliszi, 1908. szeptember 18. – Örményország, Bjurakan, 1996. augusztus 12.) örmény születésű szovjet-orosz csillagász.

## Élete
Tbilisziben született, alsó- és középiskoláit itt végezte. A leningrádi egyetemen szerzett diplomát 1928-ban, 1934-től az egyetem professzora lett, majd 1935-ben a fizikai-matematikai tudományok doktora. A Leningrádhoz közeli pulkovói obszervatórium munkatársaként is dolgozott, majd 1939-ben az egyetemen megalapította az asztrofizikai tanszéket. 1939-től a Szovjet Tudományos Akadémia levelező-, 1943-tól rendes tagja lett. 1943-ban megalapította az Örmény Tudományos Akadémiát, melynek évtizedekig elnöke volt. Több ország akadémiájának – így az MTA-nak is – tagja volt. 1946-ban az örményországi Bjurakanban megalapította a Bjurakani Asztrofizikai Obszervatóriumot, amelynek első igazgatója lett. Csillagászati eredményeit nemzetközileg is elismerték, így 1948-1955 között alelnöke, 1961–1964 között elnöke a Nemzetközi Csillagászati Uniónak. Politikai szinten is magas tisztségeket töltött be: a Szovjetunió Legfelső Tanácsának tagja, az Örmény SzSzK Legfelső tanácsának elnöke volt. Magas állami kitüntetéseket kapott, egyebek mellett a Lenin-rendet is elnyerte. Tudományos munkásságáért több külföldi kitüntetés mellett 1960-ban az Angol Királyi Csillagászati Társaság aranyérmét és a Bruce-érmet is megkapta.

## Munkássága
Hambarcumján a 20. század szovjet csillagászatának meghatározó személyisége, de asztrofizikai eredményei nemzetközileg is elismertek. Az 1930-as években a gázködök, planetáris ködök, szupernóvák körüli ködök sugárzási elméletét dolgozta ki. Később a kettőscsillagok és csillaghalmazok dinamikai problémái foglalkoztatták, majd a csillagkeletkezés és -fejlődés elméletében alkotott maradandót. 1947-ben felfedezte a csillagtársulások két csoportját: az O és T asszociációkat. Életműve a szupersűrű presztelláris anyag létének megállapításában csúcsosodott ki. Ennek az instabil anyagnak szétrobbanásakor csillagok keletkeznek (ezek a fiatal csillagok alkotják az asszociációkat), de sűrűsége folytán a galaxisok magjaként a tömeget is biztosíthatja. Az extragalaxisok fejlődése és a Földön kívüli civilizációk kutatása is fokozottan érdekelte. Több kiváló tankönyvet írt. Szerkesztésével 1939-ben jelent meg az Elméleti asztrofizika c. könyv. 1960-ban két kötetben kiadták az addig megjelent összes publikációit. 
Róla nevezték el az 1905-ös számú kisbolygót.